# Хайтам бин Тарик ал-Саид
Хайтам бин Тарик Ал Саид (на арабски: هيثم بن طارق آل سعيد) е султан на Оман от 11 януари 2020 г.

## Биография
Роден е на 13 октомври 1954 г. в Маскат, Оман. Братовчед е на султан Кабус бин Саид. През 1979 г. завършва международни отношения в Оксфордския университет.
В началото на 1980-те години става първият ръководител на Оманската футболна асоциация. В периода 1986 – 1994 г. е заместник-секретар по политическите въпроси в Министерство на външните работи, а след това, до 2002 г., е генерален секретар на Министерство на външните работи. В средата на 1990-те години е назначен за министър на наследството и културата. Обикновено той е официален представител на Оман в чужбина.
Той е председател на комитета за бъдещата визия на „Оман 2040“, заедно с това е почетен президент на Оманската асоциация на хората в неравностойно положение и почетен президент на „Омано-японската асоциация за приятелство“.
След смъртта на своя братовчед султан Кабус бин Саид на 10 януари 2020 г., Хайтам бин Тарик го наследява. На следващия ден полага клетва по време на извънредната сесия на Съвета на Оман в Ал Бустан. Държавната телевизия в Оман заявява, че властите са отворили писмото на султан Кабус бин Саид, в което е написано името на неговия наследник. Това е Хайтам бин Тарик Ал Саид.